# Oxyopes sunandae
Oxyopes sunandae es una especie de araña del género Oxyopes, familia Oxyopidae. Fue descrita científicamente por Tikader en 1970.
Habita en India y Bangladés. Los machos miden de 4 a 6 mm y las hembras de 7 a 9 mm.